# Hisato Sato
Hisato Sato (Prefectura de Saitama, Japó, 12 de març de 1982) és un futbolista japonès.

## Selecció japonesa
Hisato Sato va disputar 31 partits amb la selecció japonesa.